# 陰火
《陰火》，是日本無賴派小說家太宰治的短篇小說收錄作品，共收錄了太宰治八篇短篇，其中包含收錄了太宰治被列為第一屆芥川賞的候選作品《逆行》。

## 收錄短篇
- 《猿面冠者》
- 《逆行》
- 《他已非昔日之他》
- 《傳奇小說》
- 《陰火》
- 《盲人繪本》
- 《列車》
- 《玩具》

## 譯本
- （正體中文，2004年5月3日，亞洲圖書，譯者：游綉月，ISBN 9789867667373）
- （簡體中文，2010年4月，吉林出版集团，译者：郭永钦，ISBN 9787546326184）

## 外部連結
- 『陰火』：旧字旧仮名 - 青空文庫（日語）